# La Unión (Sonora)
La Unión es una localidad tipo congregación del Municipio de Huatabampo ubicada en el sur del estado mexicano de Sonora. La congregación es la segunda localidad más habitada del municipio, ya que según los datos del Censo de Población y Vivienda realizado en 2010 por el Instituto Nacional de Estadística y Geografía (INEGI), La Unión tiene un total de 4,812 habitantes.